# 愛知大学の人物一覧
愛知大学の人物一覧（あいちだいがくのじんぶついちらん）は、愛知大学に関係する人物の一覧記事。実質的な前身校といえる東亜同文書院大学の人物に関しては、東亜同文書院大学の人物一覧を参照。

## 歴代学長
| 代 | 在任期間                | 氏名     | 所属部局 | 備考                                                                   |
| -- | ----------------------- | -------- | -------- | ---------------------------------------------------------------------- |
| 1  | 1946年11月 - 1950年6月  | 林毅陸   | -        | 枢密顧問官。元慶應義塾塾長、元衆議院議員                               |
| 2  | 1950年6月 - 1955年11月  | 本間喜一 | 法経学部 | 弁護士。前最高裁判所事務総長、元東亜同文書院大学学長                   |
| 3  | 1955年11月 - 1959年2月  | 小岩井浄 | 法経学部 | 弁護士、在任中に死去。元東亜同文書院大学教授、元大阪府議会議員         |
| 4  | 1959年4月 - 1963年4月   | 本間喜一 | 法経学部 | 再任。退任後、名誉学長（1963年）                                       |
| 6  | 1967年4月 - 1969年5月   | 玉城肇   | 法経学部 | 元東北学院大学教授。                                                   |
| 7  | 1969年6月 - 1970年5月   | 山田文雄 | 法経学部 | 元東京都副知事、元東京帝国大学経済学部教授。退任後、名誉教授（1977年） |
| 9  | 1972年5月 - 1984年3月   | 久曾神昇 | 文学部   | 元福岡女子専門学校教授。退任後、名誉教授（1984年）                     |
| 11 | 1987年9月 -1988年3月    | 石井吉也 | 法経学部 | 愛知大学法経学部卒業、愛知大学大学院修了                               |
| 12 | 1988年4月 - 1992年3月   | 牧野由朗 | 文学部   | 愛知大学文学部卒業。退任後、名誉教授（1997年）                         |
| 13 | 1992年4月 - 1999年11月  | 石井吉也 | 法学部   | 再任。退任後、名誉教授（2002年）                                       |
| 14 | 1999年11月 - 2007年11月 | 武田信照 | 経済学部 | 退任後、名誉教授（2010年）                                             |
| 16 | 2008年8月 - 2015年11月  | 佐藤元彦 | 経済学部 |                                                                        |
| 17 | 2015年11月 - 2023年11月 | 川井伸一 | 経営学部 | 退任後、名誉教授（2023年）                                             |
| 18 | 2023年11月 - 現職       | 広瀬裕樹 | 法学部   |                                                                        |

## 著名な教職員

### 役員
- 上野達彦 - 理事。放送大学三重学習センター所長・特任教授、三重大学名誉教授、元三重短期大学学長。愛知大学出身
- 浅井由崇 - 理事。豊橋市長
- 伊豆見元 - 理事。東京国際大学教授、政策研究大学院大学客員教授。霞山会評議員
- 神野吾郎 - 理事。サーラコーポレーション代表取締役社長、豊橋商工会議所会頭
- 須藤誠一 - 理事。前ジェイテクト代表取締役会長、元トヨタ自動車取締役副社長

### 法学部
- 坂東昌子 - 名誉教授、元教養部長。物理学
- 小島透 - 法学部教授。刑法

### 経済学部
- 旗手勲 - 名誉教授。農業経済学
- 宮入興一 - 名誉教授、元大学院長。財政学、地方財政論
- 伊藤勳 - 経済学部教授。英文学
- 藪内繁己 - 経済学部教授。国際経済学
- 栗原裕 - 経済学部教授。国際金融論

### 経営学部
- 河合秀敏 - 名誉教授。会計学。愛知大学出身

### 現代中国学部
- 今泉潤太郎 - 名誉教授。中国語学。愛知大学出身
- 嶋倉民生 - 名誉教授。経済学
- 高橋五郎 - 名誉教授、愛知大学国際中国学研究センターフェロー。農村経済学。愛知大学出身

### 国際コミュニケーション学部
- 鈴木規夫 - 国際コミュニケーション学部教授。イスラム学
- 塚本鋭司 - 国際コミュニケーション学部教授。現代アメリカ社会分析

### 文学部
- 清水一嘉 - 名誉教授。英文学
- 田崎哲郎 - 名誉教授。日本近世史
- 藤田佳久 - 名誉教授、愛知大学東亜同文書院大学記念センターフェロー。地理学、大学史研究
- 沢井耐三 - 名誉教授。日本中世文学
- 浅野俊夫 - 名誉教授、元教養部長。実験心理学、霊長類学
- 山崎知二 - 名誉教授。フランス文学
- 山田邦明 - 文学部教授。日本中世史
- 樫村愛子 - 文学部教授。臨床社会学
- 廣瀬憲雄 - 文学部教授。日本古代史
- 平高史也 - 文学部特任教授。社会言語学、元日本独文学会会長
- 岡本耕平 - 文学部教授。都市地理学。

### 地域政策学部
- 早川勇 - 名誉教授。応用言語学、英語辞書の歴史研究
- 後房雄 - 地域政策学部教授。行政学

### 法科大学院
- 新堂幸司 - 名誉教授、元法科大学院長。弁護士、民事訴訟法
- 上田純子 - 法科大学院長、会社法

### 研究所
愛知大学に設置された研究機関の関係者。
- 星野靖雄 - 中部地方産業研究所客員所員、経営総合科学研究所客員研究員、国際中国学研究センター客員研究員。経営管理論、経営財務論
- 河野眞 - 国際問題研究所名誉研究員、元国際コミュニケーション学部教授。民俗学、ドイツ文学
- 西野寿章 - 中部地方産業研究所研究員。経済地理学。愛知大学出身
- 児玉克哉 - 国際問題研究所客員研究員。平和学、市民社会論
- 劉傑 - 国際中国学研究センター客員研究員。日中関係史
- 奈倉京子 - 国際中国学研究センター客員研究員。文化人類学
- 井上正也 - 国際問題研究所客員研究員。日本政治外交史

### 主な元教職員
- 四方博 - 元法経学部教授。岐阜大学学長、愛知教育大学学長などを歴任。朝鮮社会経済史
- 松坂佐一 - 元法経学部教授。名古屋大学総長、NHK経営委員会委員などを歴任。弁護士。民法
- 秋葉隆 - 初代文学部長。文化人類学
- 丸山薫 - 元客員教授。詩人

## 著名な出身者
※ 生年順。出身者で愛知大学の名誉教授・現職教職員は上記参照。

### 政界

#### 国会議員
- 笠岡喬 - 元衆議院議員（自由民主党）。元岡山県議会議員
- 高井和伸 - 元参議院議員（連合の会）。弁護士
- 早川勝 - 元衆議院議員（日本社会党）。元豊橋市長。愛知大学名誉役員
- 柘植芳文 - 参議院議員（自由民主党）。元全国郵便局長会会長
- 松田功 - 元衆議院議員（立憲民主党）。元北名古屋市議会議員
- 岬麻紀 - 衆議院議員（日本維新の会）。元アナウンサー ※中退

#### 市町村長
現職
- 宮島壽男 - 知多市長
- 三星元人 - 安城市長
- 小山祐 - みよし市長
- 山本幸靖 - 上山市長
- 鯖瀬武 - 扶桑町長
- 加藤光彦 - 飛島村長

元職
- 鈴木公平 - 元豊田市長
- 榊原伊三 - 元半田市長
- 大野紀明 - 元稲沢市長
- 稲葉正吉 - 元蒲郡市長
- 国島芳明 - 元高山市長
- 千田勝隆 - 元扶桑町長
- 竹内啓二 - 元阿久比町長
- 井俣憲治 - 元東郷町長
- 籾山芳輝 - 元武豊町長

### 行政
- 小崎昌業 - 元外交官、元駐ルーマニア特命全権大使。愛知大学名誉役員
- 甲斐一政 - 元愛知県副知事、元名古屋高速道路公社理事長。愛知大学名誉役員
- 青山英次 - 元愛知県副知事、元名古屋高速道路公社理事長
- 石垣英一 - 元三重県副知事、元伊勢鉄道社長
- 高木伸三 - 元浜松市教育委員会教育長
- 上手繁雄 - 元岐阜県副知事

### 財界
- 小田啓二 - 元兼松株式会社代表取締役社長
- 蟹江一忠 - 元カゴメ株式会社代表取締役社長
- 松浦元男 - 株式会社樹研工業代表取締役
- 安井善宏 - 元明治電機工業株式会社代表取締役社長。愛知大学名誉役員
- 中尾勝洋 - 元名鉄観光サービス株式会社代表取締役社長
- 那須野昌隆 - 元西濃運輸株式会社代表取締役社長
- 松谷廣信 - 株式会社企業サービス取締役会長
- 松原茂 - 元東山フイルム株式会社代表取締役社長
- 加藤篤次 - 元スターキャット・ケーブルネットワーク株式会社代表取締役社長
- 高木順 - 株式会社名鉄レストラン代表取締役社長
- 桑原宏司 - 元チケットぴあ名古屋代表取締役社長。株式会社サンデーフォークプロモーション相談役
- 北角浩一 - 株式会社日本一ソフトウェア創業者・代表取締役会長
- 榊原信行 - 株式会社うぼん代表取締役社長、元ドリームステージエンターテインメント代表取締役社長
- 古田成広 - フルタ電機株式会社代表取締役社長
- 加藤義行 - 元テレビ大阪社長

### 研究者

#### 社会科学
- 大島国雄 - 青山学院大学名誉教授。社会主義経営学
- 角谷登志雄 - 立命館大学名誉教授。社会主義経営学
- 宇田一明 - 札幌学院大学名誉教授、元愛知大学法科大学院教授。商法
- 児矢野マリ - 北海道大学大学院法学研究科教授。安達峰一郎記念賞。国際法
- 塚本隆敏 - 中京大学名誉教授。経済政策
- 金子勝 - 立正大学名誉教授。憲法
- 鈴木富久 - 桃山学院大学名誉教授。労働社会学
- 大林文敏 - 元愛知大学法学部教授、法科大学院長。憲法
- 盛田良久 - 元愛知大学経営学部教授。会計学
- 堤マサエ - 山梨県立大学名誉教授。家族社会学
- 夏目啓二 - 愛知東邦大学経営学部教授、龍谷大学名誉教授。国際経営論
- 清水たま子 - 滋賀短期大学特任教授、元愛知江南短期大学生活総合学科教授。秘書学
- 岩田公雄 - 日本福祉大学経済学部客員教授。民法
- 下澤嶽 - 静岡文化芸術大学文化政策学部教授。国際協力論
- 濱田初美 - 立命館大学経営大学院教授。経営学
- 蟹江章 - 北海道大学大学院経済学研究科教授、放送大学客員教授。会計学
- 加藤正浩 - 龍谷大学経営学部教授。会計学
- 柯隆 - 株式会社富士通総研主席研究員、広島経済大学経済学部客員教授、静岡県立大学グローバル地域センター特任教授。中国経済論
- 太田進 - 星城大学リハビリテーション学部教授。福祉工学

#### 人文科学
- 新村徹 - 元桜美林大学教授。中国文学
- 岸江信介 - 徳島大学名誉教授。日本語学
- 横井雅明 - 岩手大学人文社会科学部教授。フランス語
- 関戸明子 - 群馬大学教育学部教授。農村地理学
- 森部豊 - 関西大学文学部教授。東洋文化史

### 宗教
- ダニイル（主代郁夫） - 日本ハリストス正教会・東京の大主教及び全日本の府主教

### 文芸
- しかたしん - 児童文学作家、劇作家。劇団うりんこ名誉代表。元愛知大学短期大学部教授
- 那須田稔 - 児童文学作家（中退）。第6回日本児童文学者協会賞受賞
- 磯貝治良 - 小説家、評論家
- 尾関忠雄 - 作家、教育者。学校法人尾関学園副理事長、元尾関学園高等学校（現・誉高等学校）校長
- 酒見賢一 - 小説家。第1回日本ファンタジーノベル大賞、第19回新田次郎文学賞受賞
- 井口ひろみ - 小説家。第3回新潮エンターテインメント大賞受賞
- 水野宗徳 - 放送作家、脚本家、小説家
- 天野純希 - 小説家。第20回小説すばる新人賞、第19回中山義秀文学賞受賞
- 奥田亜希子 - 小説家。第37回すばる文学賞受賞

### 美術
- 東松照明 - 写真家。第56回中日文化賞受賞
- 平松礼二 - 日本画家、順天堂大学国際教養学部客員教授。元了徳寺大学学長。第57回中日文化賞受賞。愛知大学名誉博士
- 大岡立 - 似顔絵画家
- 荒木淳一 - 洋画家
- 小池清通 - 写真家

### 芸能
- イシノユウキ（音楽ユニット Jam9 メンバー）[1]
- Giz'Mo（音楽ユニット Jam9 メンバー）[1]
- 田中秀夫 - 映画監督、演出家
- つボイノリオ - シンガーソングライター、タレント
- 岡村洋一 - 俳優、レポーター
- 笠原邦暁 - 脚本家
- 黒田敦司 - ドラマー、ボーカリスト、ハーモニカ奏者
- 本間英行 - 映画プロデューサー
- 微笑亭さん太- 落語家、落語作家
- 悠木千帆 - 女優
- 中野菜保子 - 劇作家、演出家、女優
- 立川小談志 - 落語家
- 柳家燕弥 - 落語家
- 山田耕平 - 歌手
- 阿部亮平 - 俳優
- 平田貴之 - 俳優、モデル
- 太田博久 - お笑いタレント。「ジャングルポケット」リーダー
- ユナク - 歌手。「SUPERNOVA（旧・超新星）」メンバー
- 辻本達規 - 俳優、タレント。「BOYS AND MEN」メンバー
- 犬塚志乃 - タレント。元「dela」キャプテン
- 早見紗英 - 女優、モデル、タレント。「dela」メンバー
- 伊藤潤一郎 - ミュージカル俳優。劇団四季所属

### スポーツ

#### 野球
- 小沢文夫 - 元プロ野球選手（高橋ユニオンズ・近鉄パールス投手）
- 稲垣博愛 - 元プロ野球選手（国鉄スワローズ投手）
- 阪口慶三 - 高校野球指導者。大垣日大高校副校長兼硬式野球部監督、元東邦高校硬式野球部監督
- 岩瀬仁紀 - 元プロ野球選手（中日ドラゴンズ投手）
- 牧田匡平 - プロ野球審判員
- 青木高広 - 元プロ野球選手（広島東洋カープ、読売ジャイアンツ投手）
- 梶田宙 - 元プロ野球選手（高知ファイティングドッグス外野手）。元高知ファイティングドッグス球団株式会社代表取締役社長
- 祖父江大輔 - プロ野球選手（中日ドラゴンズ投手）
- 赤田龍一郎 - 元プロ野球選手（中日ドラゴンズ捕手）
- 中川誠也 - 元プロ野球選手（中日ドラゴンズ投手）
- 安田悠馬 - プロ野球選手（東北楽天ゴールデンイーグルス）

#### バレーボール
- 浅野博亮 - 元バレーボール選手（ジェイテクトSTINGS）

#### ハンドボール
- 加藤嵩士 - ハンドボール選手（大同特殊鋼フェニックス）

#### ゴルフ
- 米山みどり - 元プロゴルファー ※中退

#### 陸上競技
- 岡村正広 - マラソンランナー。リオデジャネイロパラリンピックT11/T12クラス銅メダル

#### 武道
- 杉浦健五 - 空手家。元全日本空手道連盟和道会理事長

#### プロレス
- 岩本煌史 - プロレスラー（全日本プロレス所属）

### マスメディア

#### アナウンサー
- 荻野滋夫 - フリーアナウンサー
- 中本克樹 - 元テレビ愛知アナウンサー
- 市脇康平 - 愛媛朝日テレビアナウンサー
- 石川由香里 - フリーアナウンサー、元とちぎテレビアナウンサー

#### ジャーナリスト
- 岡安辰雄 - 演劇評論家
- 稲垣高広 - 漫画評論家

#### 気象キャスター
- 土井邦裕 - 気象予報士